# Rioms
Rioms é uma comuna francesa na região administrativa de Auvérnia-Ródano-Alpes, no departamento de Drôme. Estende-se por uma área de 9,39 km². Em 2010 a comuna tinha 26 habitantes (densidade: 2,8 hab./km²).